# 聖顯
聖顯是指神聖藉由俗物向外在展現出不同於本質具有的向度。 此詞由羅馬尼亞宗教學者米尔恰·伊利亚德在專著《聖與俗》中提出。在討論聖顯時，較常提到的就是神聖空間與時間。這兩者相互影響，同時存在。有空間塑造出時間的概念，而時間也會與當下的空間有所關連。

## 神聖空間
伊利亞德認為空間具有兩種存在模式，神聖與凡俗。從凡俗人的經驗來看，空間是同質的，是中性的，且沒有任何可能的突破點可以被建立起來。
但對宗教人而言，空間卻不是同質的，而是異質的。空間中存在著斷裂點( interruptions)或突破點( breaks)，因為聖顯（神聖的介入）。
被神聖突破的空間顯示出的是一個與世俗不同的向度。有一個俗世的空間，是人與人交談溝通生活的環境，而透過聖顯，我們發現有一個地方是人與神溝通交談的環境。
這樣的聖地是一個強烈而有意義的空間，與其他地方絶對不一樣， 如教堂、廟宇、神山等。
對一般人來說聖顯其實不難被體驗，舉個例子來說，回到幼時與朋友一同玩樂的地方，可能是某個公園或是草皮，就算已經蓋了高樓大廈，一走到附近就會有某種感情，好像高樓大廈不在那邊，眼前看到的只有熟悉但不付存在的公園而已。這就是空間的斷裂或是突破，藉由記憶跟感情突破現時的空間回到以前了。

## 神聖時間
伊利亞德認為空間是連續性的，而時間是可逆的，可回朔的。
宗教儀式大多都是紀載在宗教經典裡面的，可能已經有幾千年的歷史，但藉由模仿，跟著經典，我們可以重槊當時的情景。而在儀式當中，那些人就好像回到當初最一開始儀式的時候。這就是伊利亞德說的回歸，透過儀式，我們感應回歸，而因為在回歸之中，宗教人得到了一個象徵式的重生。
伊利亞得對神聖時間，做了以下的四個分類：

### 儀式時間（ritual time）：
在一個儀式舉行的期間，這段時間是不同於接連在其前的世俗時間。

### 神話時間（mythical time）：
通過一個儀式、或僅藉由神話原型的某項行動而獲得的時間。

### 宇宙的週期（the rhythm of the cosmos）：
就像月亮的聖顯，這種週期性被視為啟示、預言。這種啟示顯現出宇宙中一種最初的神聖力量。

### 大自然的週期（the rhythm of nature）：
藉由大自然的週期，所展示、啟發的時間。例如迪亞克人，他們以一天為單位，並依這天各時刻所顯示特別的“質”來判定當天是否幸運，因而就產生了「幸運與不幸運 的時刻」（lucky and unlucky moment）。